# Gelbe Schule (Plowdiw)
Die Gelbe Schule (bulgarisch Жълто училище Schalto utschilischte) ist ein kulturhistorisches Denkmal und eines der ältesten Gebäude aus der Zeit der Bulgarischen Aufklärung im bulgarischen Plowdiw. Benannt nach seiner gelben Fassade, befindet sich das Gebäude in der Plowdiwer Altstadt zwischen den Straßen Zar Iwajlo, Hemus, Todor Somodumow und dem Hauptgebäude der Akademie für Musik, Tanz und Bildende Kunst unweit des römischen Theaters und der Mariä-Himmelfahrt-Kirche. Das Gebäude beherbergt heute die Fakultät für Folkloremusik und Choreographie der Akademie.
Das Gebäude wurde 1868 als Schulgebäude des Männergymnasiums Kyrill und Method fertiggestellt. Baumeister war der aus Brazigowo stammende Todor Damow. Die Hohe Pforte gab einen speziellen Erlass (Irade) heraus, welcher den Bau der bulgarischen Schule inmitten des griechischen Viertels von Plowdiw ermöglichte. Voraussetzung für die Erlaubnis war, dass die bulgarische Bevölkerung von Plowdiw die Finanzierung durch eine selbstauferlegte Steuer aufbringen sollte. An der Ecke der Straßen Zar Iwajlo und Todor Somodumow sind noch die Bauinschriften erhalten, die auf Bulgarisch und Osmanisch-Türkisch berichteten, dass die Schule mit dem Wohlwollen des osmanischen Sultans Abdülaziz gebaut wurde.
Die ehemalige Klassenschule, die 1868 durch einen Ferman des Sultans Abdülaziz zum Männergymnasium erhoben wurde, war für lange Zeit die höchste Bildungsstätte für Bulgaren innerhalb des Osmanischen Reiches, noch vor dem Gabrower Aprilow-Gymnasium. Neben Bulgarisch wurden noch Russisch, Latein, Griechisch und Französisch nach der Ollendorff-Methode gelehrt. In kürzester Zeit gelang es der Schule, zu einer der modernsten Schulen innerhalb des Osmanischen Reichs zu werden, und sie legte den Grundstein für das moderne bulgarische Schulwesen, das in dieser Zeit noch meist über Klosterschulen verfügte, die nach der Lancaster-Schulmethode unterrichteten (siehe Einführung der Lancasterschule in Bulgarien). Durch das Gymnasium wurde Plowdiw eines der Zentren der Bulgarischen Aufklärung.
Nach dem Russisch-Osmanischen Krieg (1877–1878) und dem Berliner Vertrag wurden 1878 das Fürstentum Bulgarien und die autonomen Provinz Ostrumelien innerhalb des Osmanischen Reiches geschaffen. Plowdiw als bevölkerungsreichster Ort wurde zur Hauptstadt der Provinz und zog Bulgaren aus den osmanischen Gebieten in Thrakien und Makedonien und eine Großzahl von Ausländern an. Iwan Wasow, Todor Kableschkow, Gjortsche Petrow und Dimtscho Debeljanow waren einige der Schüler, unter den Lehrern waren Jan Mrkvička oder die Brüder Škorpil (Karel und Harmann), Petko Karawelow.
Im ersten Nachkriegsschuljahr waren noch 143 Schüler am Gymnasium eingeschrieben, für das Schuljahr 1879–1880 stieg deren Anzahl jedoch auf ca. 600. Da das Schulgebäude für den Andrang der Schüler schnell zu klein wurde, entschied sich die Provinzverwaltung für einen Neubau. Für den Bau wurden 800.000 Groschen gebilligt und die Ausführung dem osmanisch-italienischen Architekten Petro Montani anvertraut, dem obersten Architekten Ostrumeliens. Am 20. Oktober 1885 wurde das neue Schulgebäude am Ufer der Mariza vom bulgarischen Monarchen Alexander I. Battenberg von Bulgarien eröffnet. Ihm zu Ehren wurde die Schule in Erstes Männergymnasium Alexander I. umbenannt. In diesem Gebäude befindet sich die Schule noch heute.
Seit 1964 wird die Gelbe Schule von der Akademie für Musik, Tanz und Bildende Kunst genutzt. Hier wurde das Folkloreensamble Trakija gegründet.
2011 wurde beschlossen, das inzwischen baufällige Gebäude zu restaurieren. Die Bauarbeiten starteten 2017, mussten jedoch wegen Probleme mit dem Untergrund nach kurzer Zeit gestoppt werden. Nach der Herausarbeitung eines neuen Baugutachtens konnten die Bauarbeiten im Oktober 2020 erneut beginnen. Die Kosten der Restauration werden auf ca. 2.000.0000 Lewa geschätzt und diese soll bis zum Schulstart im September 2021 abgeschlossen sein. Danach sollen hier zwei Säle und eine Ausstellungshalle entstehen sowie das Orchester, der Chor, die Oper und Theaterklasse und das Gitarrenensemble der Akademie untergebracht werden.